# روبرت جاي ويبر
روبرت جاي ويبر (بالإنجليزية: Robert J. Weber)‏ هو رياضياتي أمريكي، ولد في 1947.